# Sankt Agnete Kloster
Sankt Agnete Kloster var et nonnekloster i Dominikanerordenen, der blev oprettet af kong Erik Plovpennings døtre Agnes og Jutta i 1263 umiddelbart nord for Roskilde.
Klostret ejede gårde over hele Sjælland, samt en række huse i Roskilde. Desuden ejede klostret en badstue i Roskilde på Algade overfor byens rådhus.
I 1295 skænker kong Erik Menved den jord han ejede ved Roskilde, kaldet Konnungshegnet, til klostret samt en vandmølle ved Haraldsborg. Efterhånden fik klostret ejendomme i 70 forskellige landsbyer på Sjælland. På selve klostret var der plads til 30 nonner.
Omkring år 1500 går det økonomisk dårligt for klostret. Blandt klostrets priorinder er Magdalene Bille og Birgitte Oxesdatter.
Klosteret har ejet en badstue ved Snæversti, der nævnes i et brev fra 1515, hvor de to roskildeborgere Lage Kedelsmed og Lauritz Klejnsmed erkender at de af Skt. Agnete Kloster har lejet den øde grund, "hvor klosterets gamle badstue fordum stod".